# Blåmagad taggleguan
Blåmagad taggleguan (Sceloporus occidentalis) är en ödleart som beskrevs av Baird och Girard 1852. Blåmagad taggleguan ingår i släktet Sceloporus, och familjen Phrynosomatidae. IUCN kategoriserar arten globalt som livskraftig.
Blåmagad taggleguan förekommer i västra USA och nordvästra Mexiko. I USA återfinns den i delstaterna Washington, Oregon, Kalifornien, Nevada, västra Utah och sydvästra Idaho. I Mexiko förekommer den i norra Baja California och på Isla de Cedros.
Dess habitat inkluderar gräsmarker, buskmarker, öppnare skogar, klippiga kanjoner, steniga sluttningar (likt taluskoner, och småbiotoper som gräskanter längs staket och liknande. Den finns inte i alltför torra områden, som ökenområden. Blåmagad taggleguan är huvudsakligen marklevande, men kan ibland klättra upp i buskar och träd.

## Underarter
Arten delas in i följande underarter enligt Catalogue of Life:
- S. o. becki
- S. o. biseriatus
- S. o. bocourtii
- S. o. longipes
- S. o. occidentalis
- S. o. taylori

Underarten S. o. becki betraktas ibland  som en egen art, och listas som egen art i The Reptile Database.